# Piranha V
El Piranha V es un vehículo de combate de infantería, aún en pruebas, diseñado y producido por la empresa suiza MOWAG. Es la quinta variante del MOWAG Piranha.

## Operadores

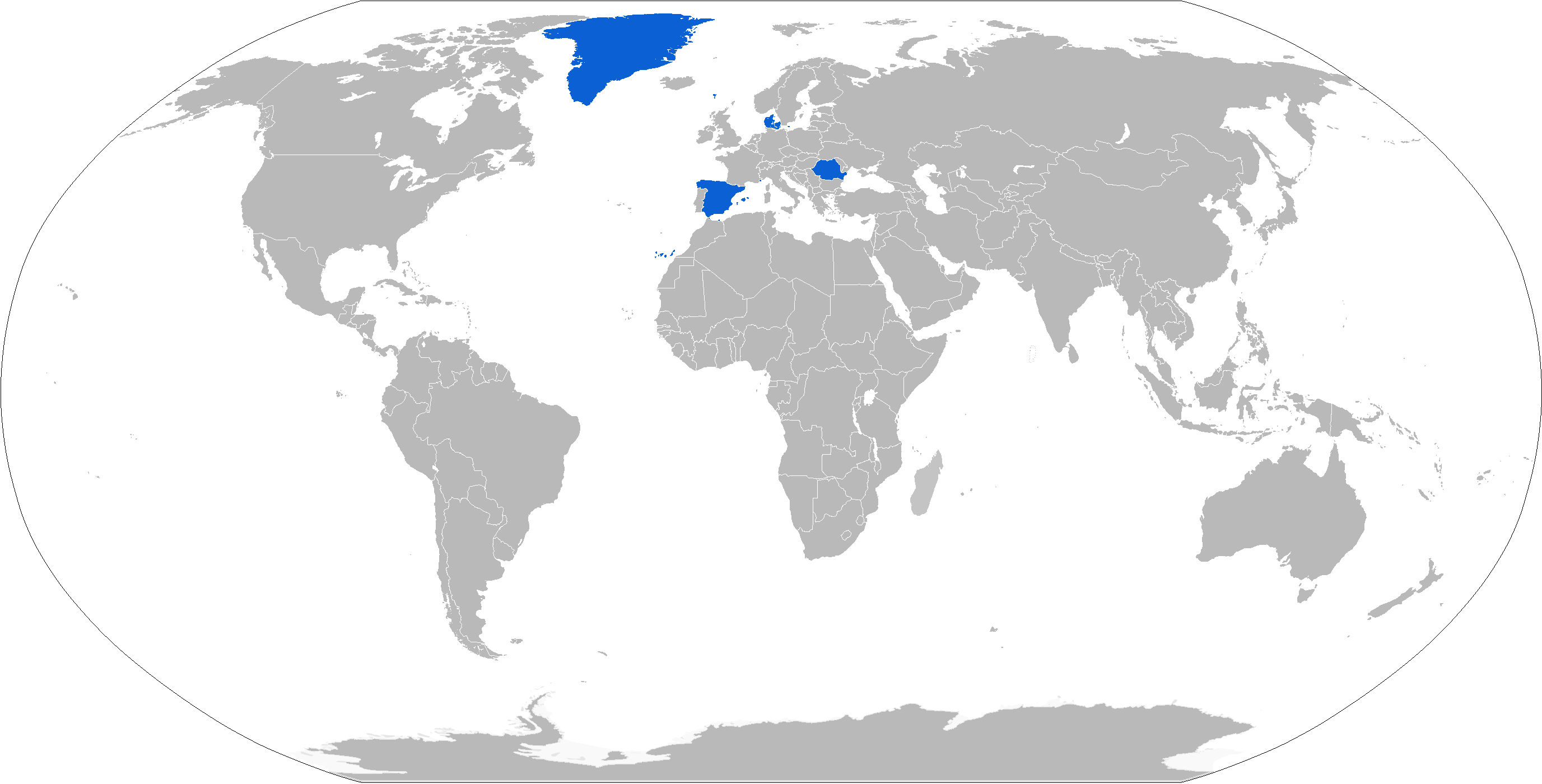
Usuarios del Piranha 5 en azul.

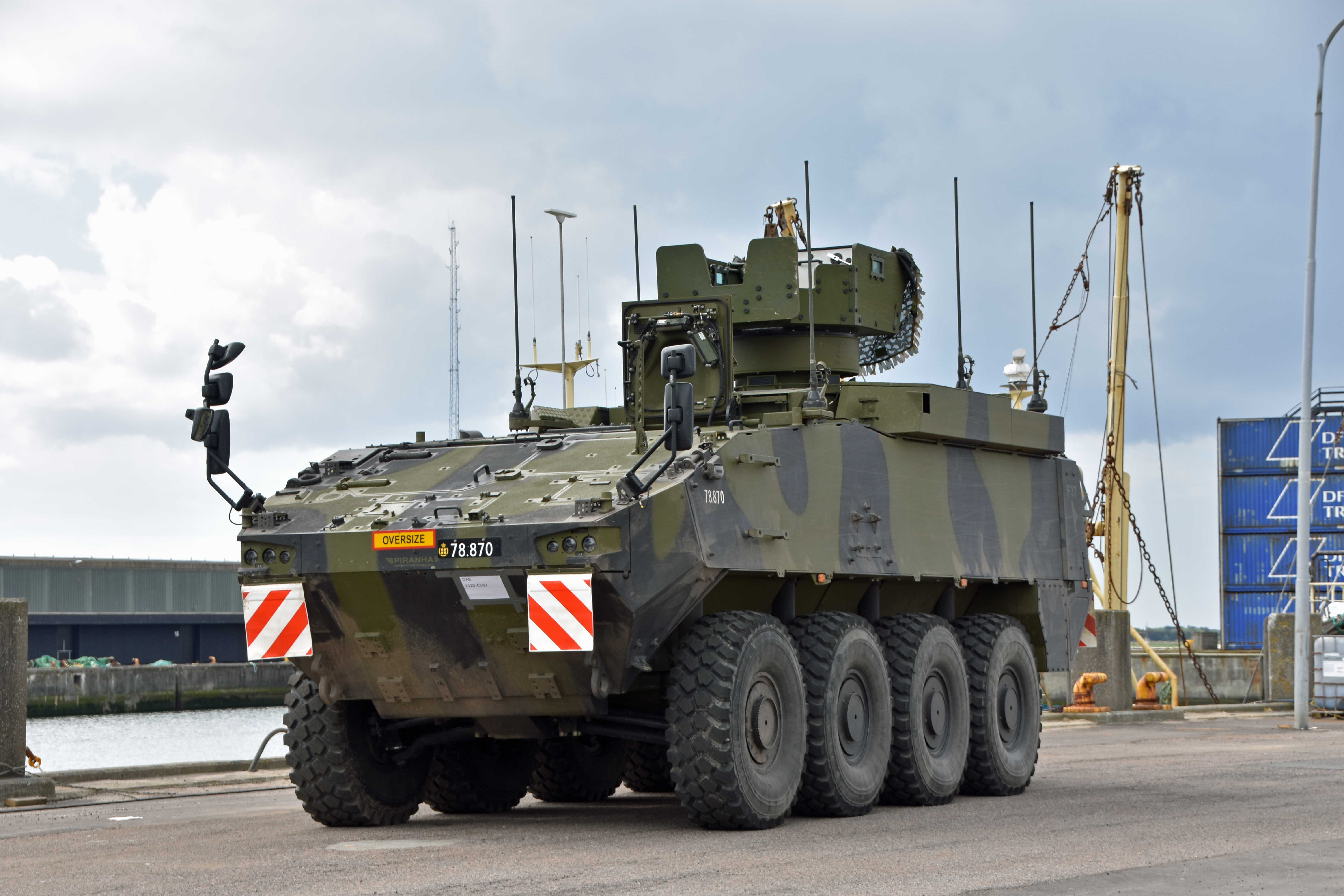
Un Piranha 5 en el puerto de Esbjerg, año 2021.

A pesar de que aún está en desarrollo, varios países se han interesado en su compra. Estos son:
 Dinamarca
- Ejército Danés - se pretenden adquirir 309, entrando estos en servicio en 2023.[2]

 Mónaco
- Carabineros de Mónaco – 2 Piranha V.[3]

 España
- Ejército de Tierra español – 5 unidades fueron adquiridas en 2015 como prototipos del programa VBMR con el cual se buscaba un sustituto para los BMR y los VEC, el cual dio como resultado el vehículo Dragón 8x8.

Se prevé la construcción en España de 350-400 vehículos en una primera fase para hacer un total de 1.200. Los vehículos estarían divididos en 3 versiones: básica para transporte de personal, que sustituirían a parte de los BMR M1; puesto de mando, que ocuparían el lugar de los BMR M1 de esa versión; y exploración de caballería, para reemplazar a los VEC M1. Esta última versión sería la más poderosamente armada, puesto que estaría dotada de un cañón de 30 mm en una torreta que previsiblemente llevaría también misiles Spike. A pesar de que no se comprará el vehículo de manera directa, en 2015, se adjudicó a una unión temporal de empresas formada por General Dynamics-Santa Bárbara Sistemas, Indra y Sapa, un contrato para desarrollar un blindado con tecnología española partiendo de la base del Piranha V. Tras la construcción y pruebas de cinco prototipos se espera que los primeros vehículos de serie puedan estar disponibles en 2018.
 Rumanía
- El ministro de defensa rumano Mihai Fifor firmó un acuerdo para 227 vehículos de combate de infantería Piranha V para las fuerzas armadas del país. Los vehículos se comprarán en un acuerdo por valor de € 895 millones de euros (US $ 1 mil millones), excluyendo el impuesto al valor agregado. La mayoría de los IFVs serán construidos por una planta estatal rumana bajo licencia de General Dynamics European Land Systems. Según el plan, 197 de los vehículos se fabricarán en la fábrica mecánica de Bucarest.[5]